# Tanda
Tanda este o comună rurală din departamentul Gaya, regiunea Dosso, Niger, cu o populație de 33.647 de locuitori (2001).